# 카라비니에리
카라비니에리 군(이탈리아어: Arma dei Carabinieri)는 이탈리아의 헌병이다. 과거 명칭은 코르포 데이 카라비니에리 레알리(이탈리아어: Corpo dei Carabinieri Reali)이었다. 군사경찰 및 민간경찰의 역할을 모두 수행한다. 본래 사르데냐 왕국의 경찰조직으로 창설되었다. 이탈리아의 통일 과정에서 신생 이탈리아군에 편입되었다. 베니토 무솔리니 정권 하에서는 독재정권의 수족으로 기능하였으나, 무솔리니 정권의 몰락에도 일조하였다. 2001년 이래로 육군, 해군, 공군과 함께 이탈리아군의 4대 조직을 이루고 있다.

## 같이 보기
- 바티칸 시국 국가헌병대
- 국가 헌병
- 군사경찰